# Chrabrany
Chrabrany este o comună slovacă, aflată în districtul Topoľčany din regiunea Nitra, pe malul râului Bojnianka⁠(d). Localitatea se află la altitudinea de 159 m deasupra n.m., se întinde pe o suprafață de 7,95 km2 și în 2017 număra 757 de locuitori.

## Istoric
Localitatea Chrabrany este atestată documentar din 1291.

## Demografie
| An:                | 1994 | 2004   | 2014   | 2024    |
| ------------------ | ---- | ------ | ------ | ------- |
| Număr de persoane: | 804  | 764    | 748    | 932     |
| Diferență:         |      | −4,97% | −2,09% | +24,59% |

| An:                | 2023 | 2024   |
| ------------------ | ---- | ------ |
| Număr de persoane: | 927  | 932    |
| Diferență:         |      | +0,53% |